# Gongguan (Miaoli)
Gongguan (chinesisch 公館鄉, Pinyin Gōngguǎn Xiāng) ist eine Landgemeinde (鄉,  Xiāng) im Landkreis Miaoli in der Republik China (Taiwan).

## Lage und Klima
Gongguan liegt im westlichen Zentrum des Landkreises Miaoli im Binnenland, etwa 12 km von der Küste entfernt. Das Gemeindegebiet hat ungefähr die Form eines Keils, dessen Spitze nach Süden zeigt. Die Nord-Süd-Ausdehnung beträgt ungefähr 11 km und die Ost-West-Ausdehnung etwa 7 km. Im Westen bildet der Houlong-Fluss (後龍溪,  Hòulóng xī) in längeren Abschnitten die Grenze. Die natürliche östliche Grenze zum östlichen Shitan bildet eine Bergkette, mit dem „achteckigen Berg“ (八角崠山,  Bājiǎo dōng shān, ) als Namensgeber.
Die angrenzenden Gemeinden sind Touwu im Norden, Shitan im Osten, Dahu im Südosten, Tongluo im Süden und Südwesten und die Kreishauptstadt Miaoli im Nordwesten.
In Gongguan herrscht ein subtropisches Monsunklima mit dem Nordostmonsun im Winter und dem Südwest- und Südostmonsun im Sommer. Die Jahresmitteltemperatur liegt bei 21 °C, der durchschnittliche jährliche Niederschlag bei 1.600 mm und die durchschnittliche Luftfeuchtigkeit bei etwa 80 %.

## Geschichte
Ein älterer Ortsname ist Ailiaoxia (隘寮下,  Àiliáoxià). Im 18. Jahrhundert begann die Einwanderung von Hakka-Siedlern von Norden und Süden her. Vom Gebiet von Gonguan ausgehend erfolgte die weitere Besiedlung des Umlandes im Landkreis Miaoli. Während der japanischen Herrschaft über Taiwan (1895–1945) erhielt der Ort im Jahr 1920 den Namen Gongguan („öffentliche Halle“). Der Name entstand, weil sich hier ein Verwaltungsbüro befand. Nach Übernahme Taiwans durch die Republik China im Jahr 1945 wurde Gongguan eine Landgemeinde im neu gegründeten Landkreis Hsinchu und ab 1950 im neu gebildeten Landkreis Miaoli.

## Bevölkerung
Die Mehrheit der Bewohner (über 80 %) gehört der Hakka-Volksgruppe an. Angehörige indigener Völker machen einen Anteil von etwa 0,6 % aus (Mai 2021 202 Personen).
| Gliederung Gongguans |
|                      |

## Verwaltungsgliederung
Nach 1945 war Gongguan zunächst in 21 Dörfer (村,  Cūn) untergliedert. Seit einer Verwaltungsreorganisation im Jahr 1978 bestehen die folgenden 19 Dörfer:
1 Jianshan (尖山村)

2 Heshan (鶴山村)

3 Hegang (鶴岡村)

4 Wugu (五谷村)

5 Yugu (玉谷村)

6 Yuquan (玉泉村)

7 Guandong (館東村)

8 Guanzhong (館中村)

9 Guannan (館南村)

10 Zhongyi (中義村)

11 Shiqiang (石墻村)

12 Fuxing (福星村)

13 Fuji (福基村)

14 Kaikuang (開礦村)

15 Fude (福德村)

16 Dakeng (大坑村)

17 Ren’an (仁安村)

18 Nanhe (南河村)

19 Beihe (北河村)

## Wirtschaft
In der Landwirtschaft dominiert der Reisanbau. Durch die Gemeindeverwaltung wird die Diversifizierung und Umwandlung von Reisfeldern in andere Kulturen (Taro, Lotossamen, Erdbeeren) gefördert. Auch die Umwandlung in Brachflächen und Flächen für den Landwirtschaftstourismus werden gefördert.
Ein traditionelles Gewerbe in Gongguan war die Töpferei, die allerdings in der Neuzeit mit schwierigen wirtschaftlichen Bedingungen zu kämpfen hat.
Gongguan ist der Ursprungsort der Erdölförderung in Taiwan. Seit dem 19. Jahrhundert wird hier Erdöl gefördert. Ab Ende 2011 wurde ein Erdgasfeld in Gongguan erschlossen.

## Verkehr
Die wichtigsten Straßenverbindungen sind zum einen die am rechten Ufer des Houlong-Flusses entlangziehende Provinzstraße 72, die Nationalstraße 1 (Autobahn), die den westlichen Abschnitt Gongguans in Nord-Süd-Richtung durchquert und die Provinzstraße 6, die aus Westen von Miaoli kommend in südöstliche Richtung verläuft. Eisenbahnanschlüsse gibt es im westlich benachbarten Miaoli.

## Besonderheiten, Tourismus

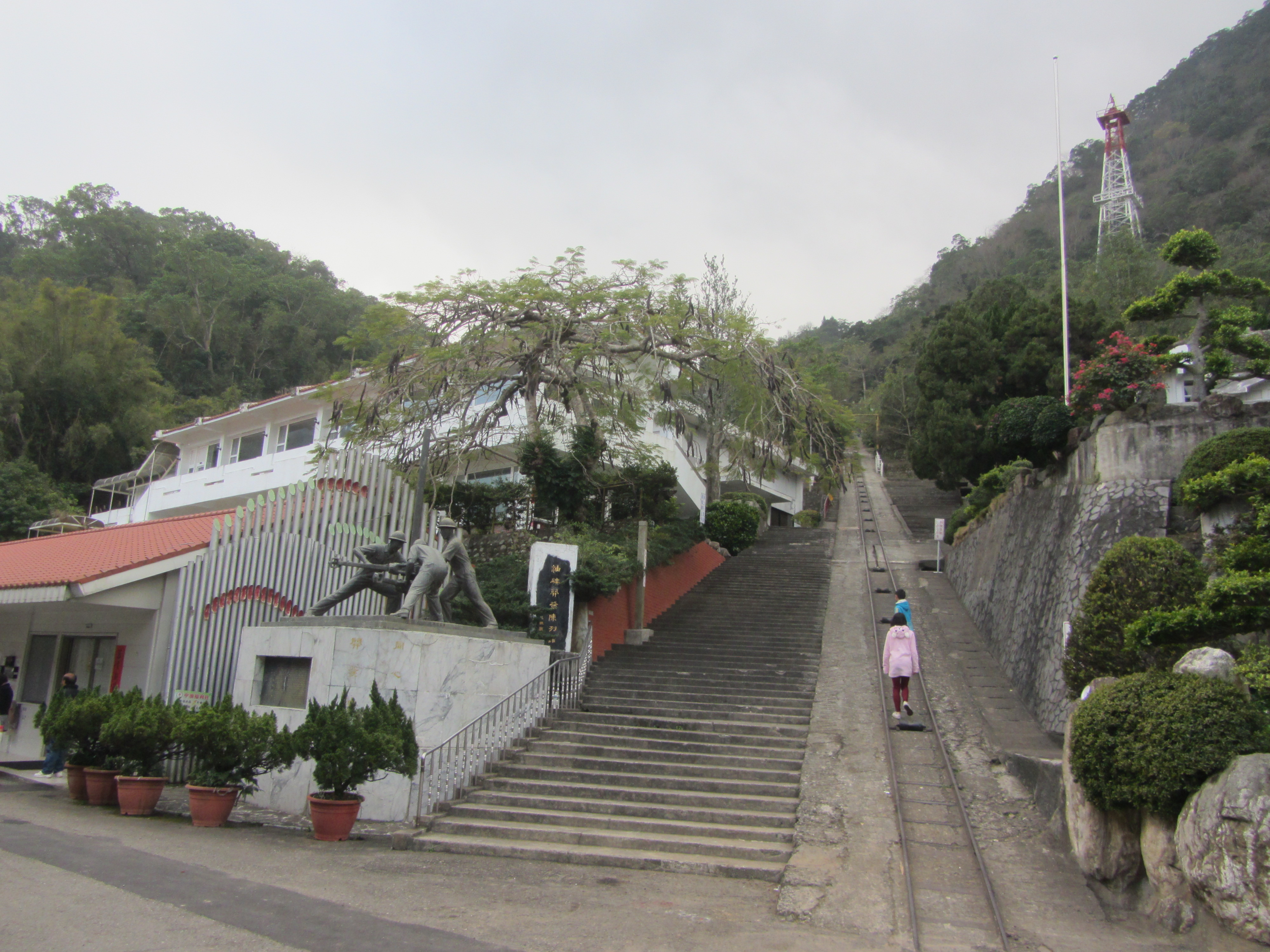
Chuhuangkeng

In Gongguan gibt es neun Tempel, eine katholische und zwei weitere christliche Kirchen.
Die Örtlichkeit Chuhuangkeng (出磺坑 – „Schwefelgrube“, ) im Dorf Kaikuang, an der seit 1861 Erdölförderung betrieben wird und die damit als älteste heute noch in Betrieb befindliche Ölförderstätte Asiens gilt, wurde im Jahr 2008 durch das Taiwanische Kulturministerium als Denkmal der Industriekultur ausgezeichnet. Am 15. Juni 2019 wurde hier ein Besucherzentrum eröffnet, in dem die Geschichte der Förderstätte dargestellt wird.